# Карабаново
Караба́ново — город (с 1938) в Александровском районе Владимирской области России. Образует городское поселение город Карабаново.
Железнодорожная платформа (до 2008 года станция) на Большом кольце Московской железной дороги.

## Название
Карабаново получило своё название по фамилии владевших этими землями дворян Карабановых.

## География
Расположен на правом берегу реки Серой (впадает в реку Шерна, приток Клязьмы), в 128 км к северо-западу от Владимира и в 9 км к югу от Александрова. 

### Водоёмы
- Река Серая.
- Городской пруд.
- Татарский пруд.
- Кировский пруд.

### Климат
Преобладает влажный умеренно континентальный, с чётко выраженной сезонностью. Зимы мягкие и продолжительные. Лето тёплое и короткое.
Среднегодовое количество осадков: 740 мм.

## История

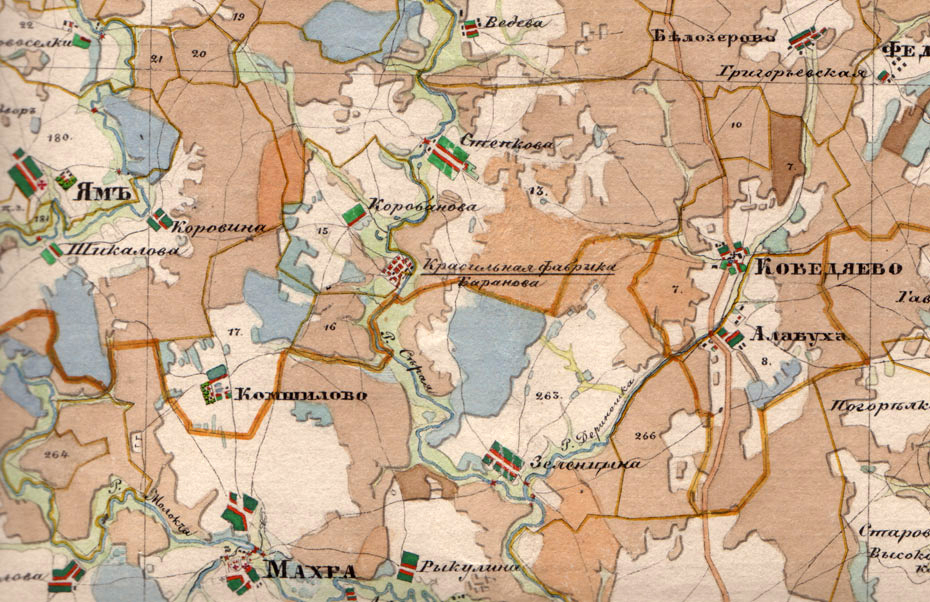
Карабаново на карте Менде А. И., 1859 год

Карабаново впервые упоминается в 1630 году. В имении дворян Карабановых было несколько изб, построенных на правом берегу судоходной в то время реки Серой. Со временем застроился противоположный берег реки. В 1846 году династией купцов Барановых была основана прядильно-ткацкая фабрика.
В 1871 году Карабаново с Александровом связала железнодорожная колея. Все перевозки из Карабанова в Александров и обратно пошли по железной дороге, но первоначально вагоны передвигались по на конной тяге. Первый пассажирский поезд через станцию Карабаново прошёл 3 мая 1893 года в сторону Орехово-Зуева. Через два года, летом 1895 года, прошёл первый пассажирский поезд в направлении Юрьева до станции Келлерово (ныне Кольчугино).
На средства Карабановых в 1876 году была заложена, а через четыре года освящена Троицкая церковь. Карабаново официально стало селом.
В конце XIX века являлось село Александровского уезда Владимирской губернии, в котором насчитывалось 4580 жителей, 544 двора, имелась школа на 240 учеников, бумагопрядильная мануфактура Барановых с 3879 рабочими, больница, родильный приют, железнодорожная станция. С 22 августа 1904 года начала работать своя почта.
22 октября 1917 года власть в Карабанове перешла в руки большевиков.
Постановлением Всероссийского Центрального Исполнительного Комитета от 10 декабря 1928 года включён в черту рабочего посёлка Карабаново  село Карабаново, Карабановской волости, Александровского уезда, Владимирской губернии» (Собрание узаконений и распоряжений Рабоче-Крестьянского правительства РСФСР за 1929 г. — № 1-23. — Отдел первый. — М., Б. г.).
Летом 1937 года была взорвана церковь.
Указом Президиума Верховного Совета РСФСР рабочий посёлок Карабаново 26 сентября 1938 года стал городом.
С 1 февраля 1963 года по 19 ноября 1992 года город Карабаново административно находился в подчинении города Александров.

## Официальная символика
Флаг и герб Карабанова представляют собой изображение рулонов ткани на голубом фоне. На гербе присутствует лев.

## Население
| 1859    | 1890    | 1897    | 1923    | 1926    | 1931    | 1939    | 1959    | 1967    | 1970    |
| ------- | ------- | ------- | ------- | ------- | ------- | ------- | ------- | ------- | ------- |
| 493     | ↗4580   | ↗7600   | ↘3969   | ↗10 723 | ↗13 300 | ↗16 069 | ↗18 119 | ↗19 000 | ↘18 532 |
| 1979    | 1989    | 1992    | 1996    | 1998    | 2000    | 2001    | 2002    | 2003    | 2005    |
| ↗18 739 | ↘17 456 | ↘17 200 | ↘17 000 | ↘16 900 | ↘16 600 | ↘16 500 | ↘16 015 | ↘16 000 | ↘15 700 |
| 2006    | 2007    | 2008    | 2009    | 2010    | 2011    | 2012    | 2013    | 2014    | 2015    |
| ↘15 600 | ↘15 400 | ↘15 300 | ↘15 100 | ↘14 868 | ↘14 862 | ↗14 908 | ↗14 910 | ↗14 955 | ↘14 923 |
| 2016    | 2017    | 2018    | 2019    | 2020    | 2021    |         |         |         |         |
| ↘14 839 | ↘14 817 | ↘14 786 | ↘14 631 | ↗14 896 | ↘13 150 |         |         |         |         |

На 1 января 2025 года по численности населения город находился на 835-м месте из 1124 городов Российской Федерации.

## Экономика
До недавнего времени градообразующим предприятием города был Хлопчатобумажный комбинат имени III Интернационала, последнее время принадлежавший ООО «Карат-Плюс». В настоящее время не действует. В Карабаново находится действующее малое предприятие «Спартак».

## Образование
В городе действуют 3 дошкольных образовательных учреждения, 3 общеобразовательные средние школы.

## Общество

### Религия
На Степковской горе расположен православный Храм Святой Троицы. На улице Карпова находится церковь Воскресения Христова. В городе проживает значительная мусульманская община.

### Здравоохранение
В городе действуют городская больница и поликлиника.

### Кладбище
В западной части города расположено кладбище с часовней.

## Культура и искусство
Дом культуры города Карабаново
Здание Дома культуры, пл. Торговая д. 3, построено в 1928 году в стиле развитого конструктивизма и представляет собой памятник архитектуры эпохи индустриализации страны. Простые лаконичные формы фасадов сочетаются с объёмно-пространственным и функциональным решением помещений. Интерьер фойе и зрительного зала сохраняет лепную декоративную отделку. Характер рисунка лепнины эклектичен. Он содержит мотивы классического ренессанса и так называемого советского романтизма. Росписи потолка и зрительного зала выполнены в 1950-х годах. Позднее была проведена реставрация по рисункам, сохранённым в архиве. Зрительный зал с удобными креслами вмещает 390 зрителей. Ещё 150 человек могут разместиться на балконе. Сцена глубокая, просторная.

### Фильмы, снимавшиеся в Карабанове
- «Звезда солдата» (2006)[32];
- Сериал «Особенности национальной маршрутки» (2013);
- Сериал «Пенсильвания» (2016)[33]

### В литературе
- Пиетро Вителли. Стихотворение «Снег в Карабанове».

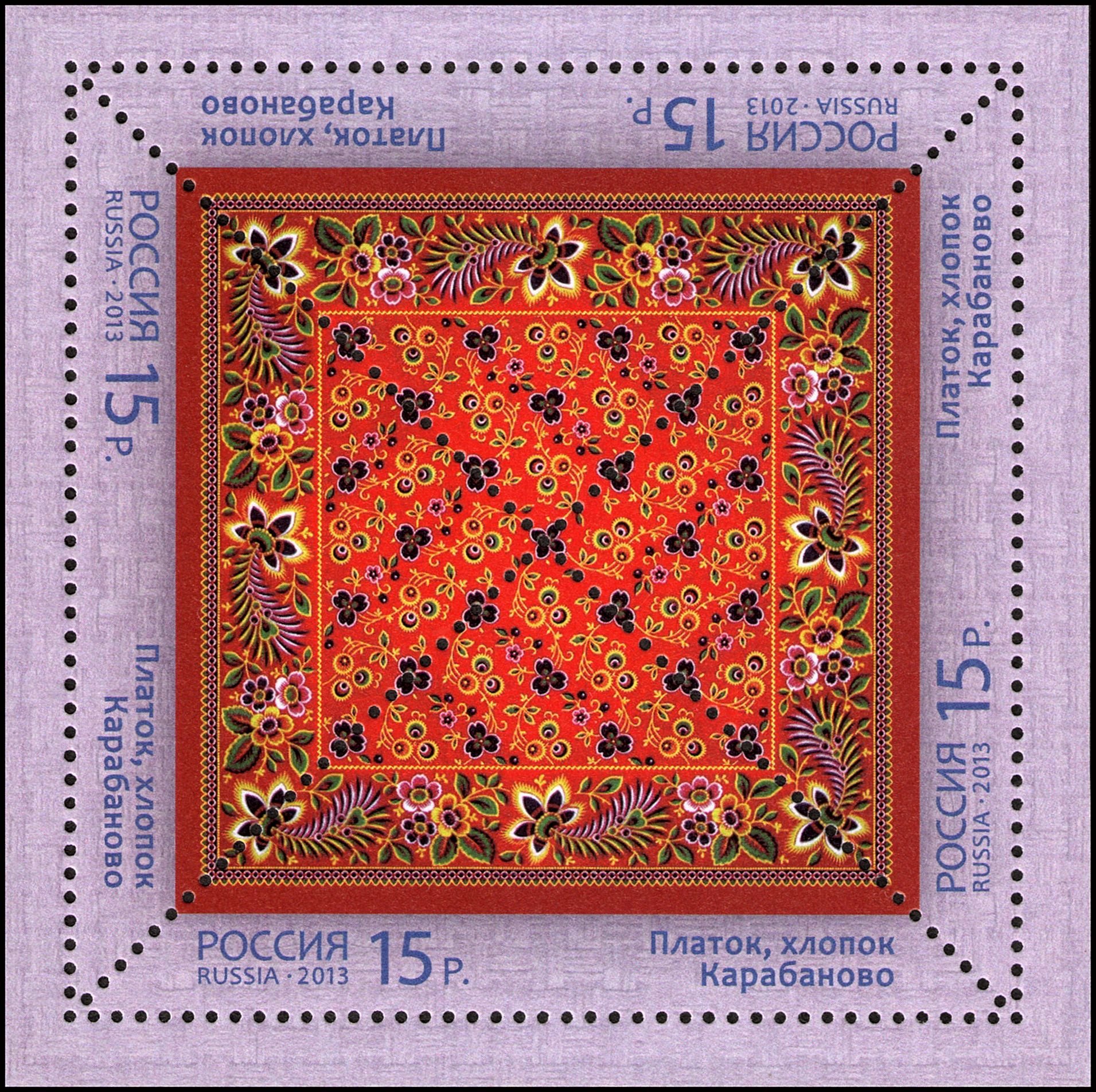
Почтовая марка России, 2013 г. Платок, хлопок. Троицко-Александровская бумагопрядильная мануфактура Барановых. Карабаново, Владимирская область.

- Почтовая марка России, 2013 г. Платок, хлопок. Троицко-Александровская бумагопрядильная мануфактура Барановых. Карабаново, Владимирская область.Михаил Александрович Соловьёв. Повесть «Утро в слободке». О создании пионерской организации комсомольцами при карабановской фабрике после гражданской войны.

## Физкультура и спорт
На Степковской горке расположен стадион «Труд».

## Архитектура и достопримечательности

### Городской парк
Расположен в центре города, является местом проведения городских праздников.

### Парк «Родники»
Прилегает к городскому пруду. На территории парка раньше находилась лодочная станция. Так же в южной части парка расположен фундамент недостроенного монумента Славы, посвященный воинам павшим в ВоВ.

### Мосты
- Красный мост пересекает р. Серую и соединяет город с дорогой в Киржач.

### Памятники архитектуры
- Памятник карабановцам, погибшим в 1941—1945 гг. Установлен в 1984 г.
- Мемориал «Звезда». Незавершенный проект, приуроченный Великой Отечественной войне.

#### Утраченные
- Парная скульптура лосей.
- Памятник Лермонтову

## Места
- Поганая лохань — урочище почти правильной полусферической формы посреди лесного равнинного ландшафта. В низине находится озерцо-болотце с островком посередине.

## Люди, связанные с городом
- Чулков, Алексей Петрович (1908—1942) — лётчик, Герой Советского Союза.
- Штыков, Серафим Григорьевич (1905—1943) — участник советско-финляндской (1939—1940) и Великой Отечественной войн, генерал-майор.

## Транспорт
Одноименная железнодорожная платформа соединяет город с Александровом, Киржачем, Орехово-Зуевым, Кольчугиным.
Автобусным сообщением связан с Александровым, Махрой. Через Карабаново едут автобусы Александров — Романовское, Александров — Киржач.